# Liste der Landeshauptleute des Herzogtums Bukowina

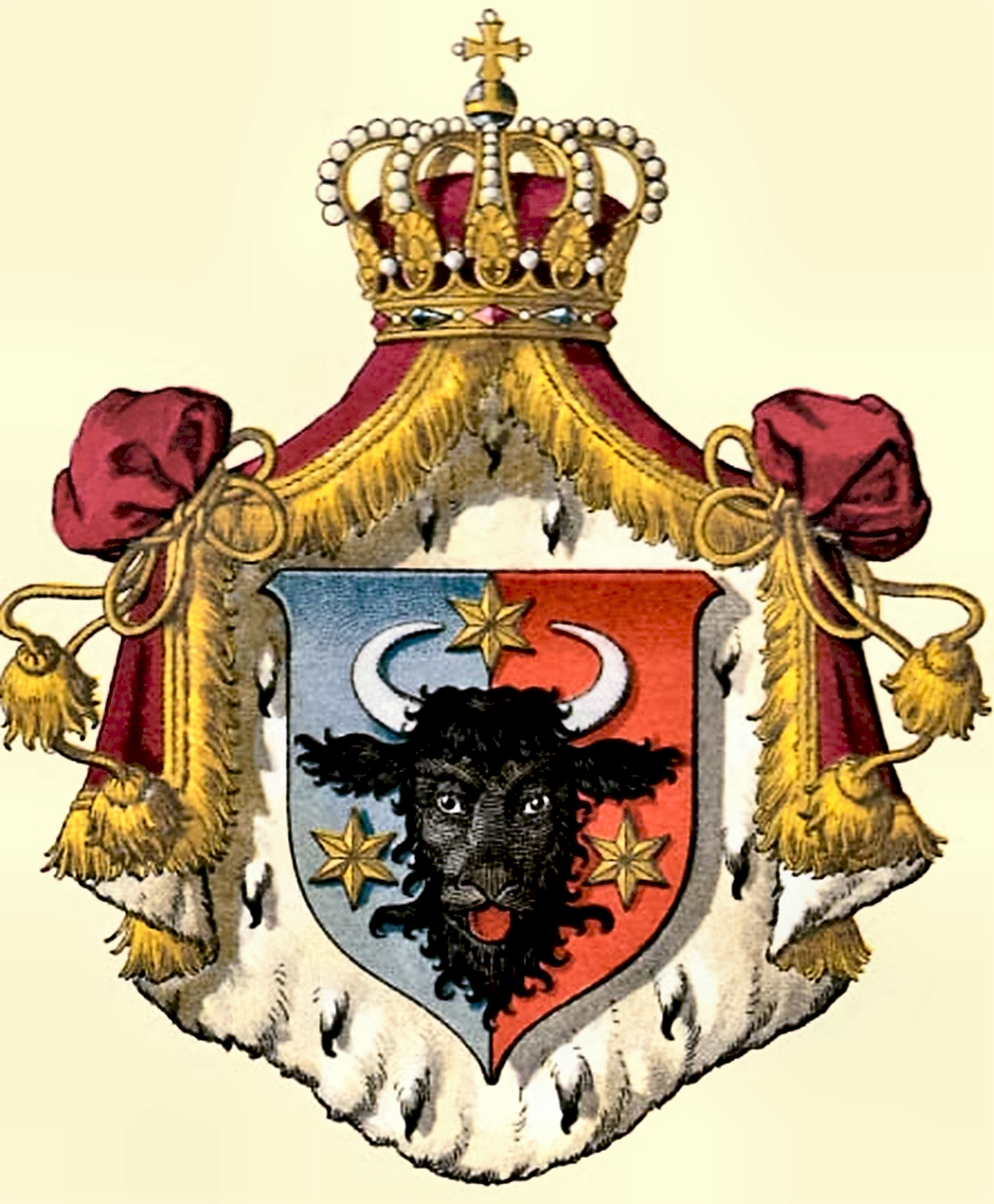
Wappen des Herzogtums Bukowina

Diese Liste führt die Landeshauptleute des Kronlands Herzogtum Bukowina zur Zeit der  Herrschaft des Habsburgerreiches auf.

## Kurze Geschichte
Nach der Verfassung für die cisleithanischen Länder von 1861  (Februarpatent)  bestimmte der Kaiser für jedes Kronland einen Landeschef (in der Bukowina: Landespräsident) als Vertreter des Kaisers als Landesherr und der k.k. Regierung in Wien fungiert. Weiters ernannte der Kaiser als Landesherr ein Mitglied des Landtages zum Landeshauptmann mit der Funktion Landtagsvorsitzender und Vorsitzender des Exekutivausschusses des Landtags namens Landesausschuss.

## Persönlichkeiten
- Eugen Hakman (26. Februar 1861–4. Dezember 1862)[4]
- Eudoxius Freiherr Hormuzaki (5. Dezember 1862–15. August 1870)
- Freiherr Alexander Wassilko von Serecki (16. August 1870–15. Dezember 1871)
- Eudoxius Freiherr Hormuzaki (16. Dezember 1871–10. Februar 1874)
- Anton Kochanowski Freiherr von Stawczan (27. April 1874–18. Juli 1884)[5]
- Freiherr Alexander Wassilko von Serecki  (19. Juli 1884–31. August 1892)
- Johann von Lupul (1. September 1892–13. September 1904)
- Graf Georg Wassilko von Serecki (14. September 1904–26. Mai 1911)
- Alexander Freiherr Hormuzaki (27. Mai 1911–12. November 1918)

## Bildergalerie

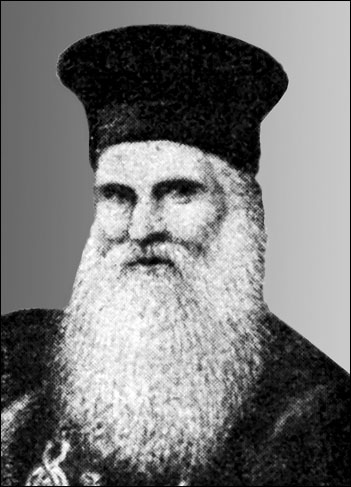
Eugen Hakman
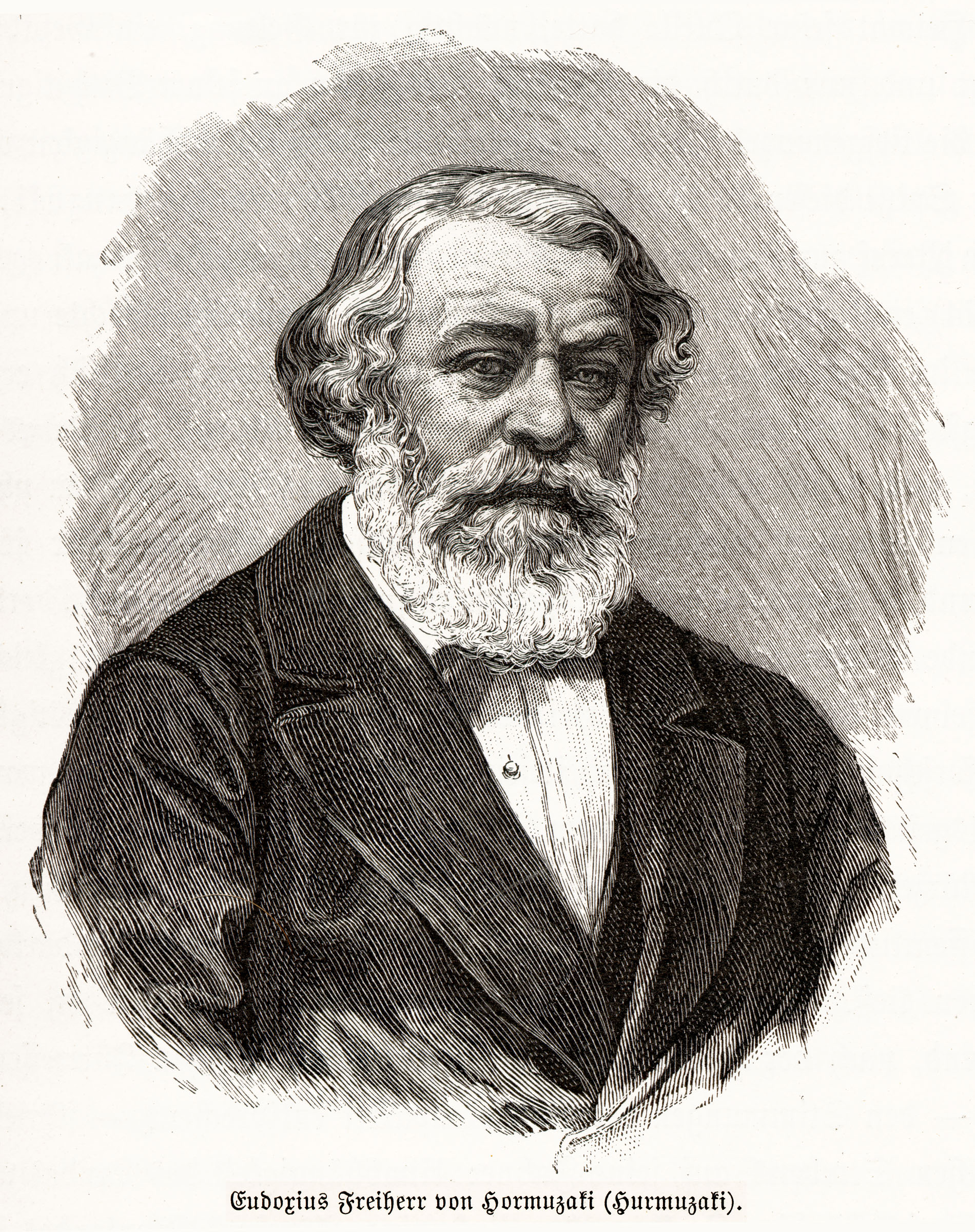
Eudoxius von Hormuzaki
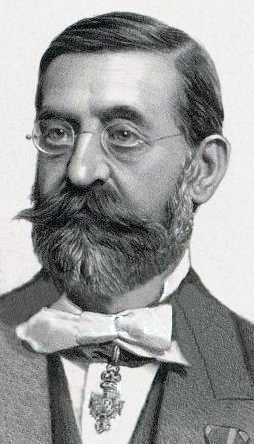
Anton Kochanowski von Stawczan
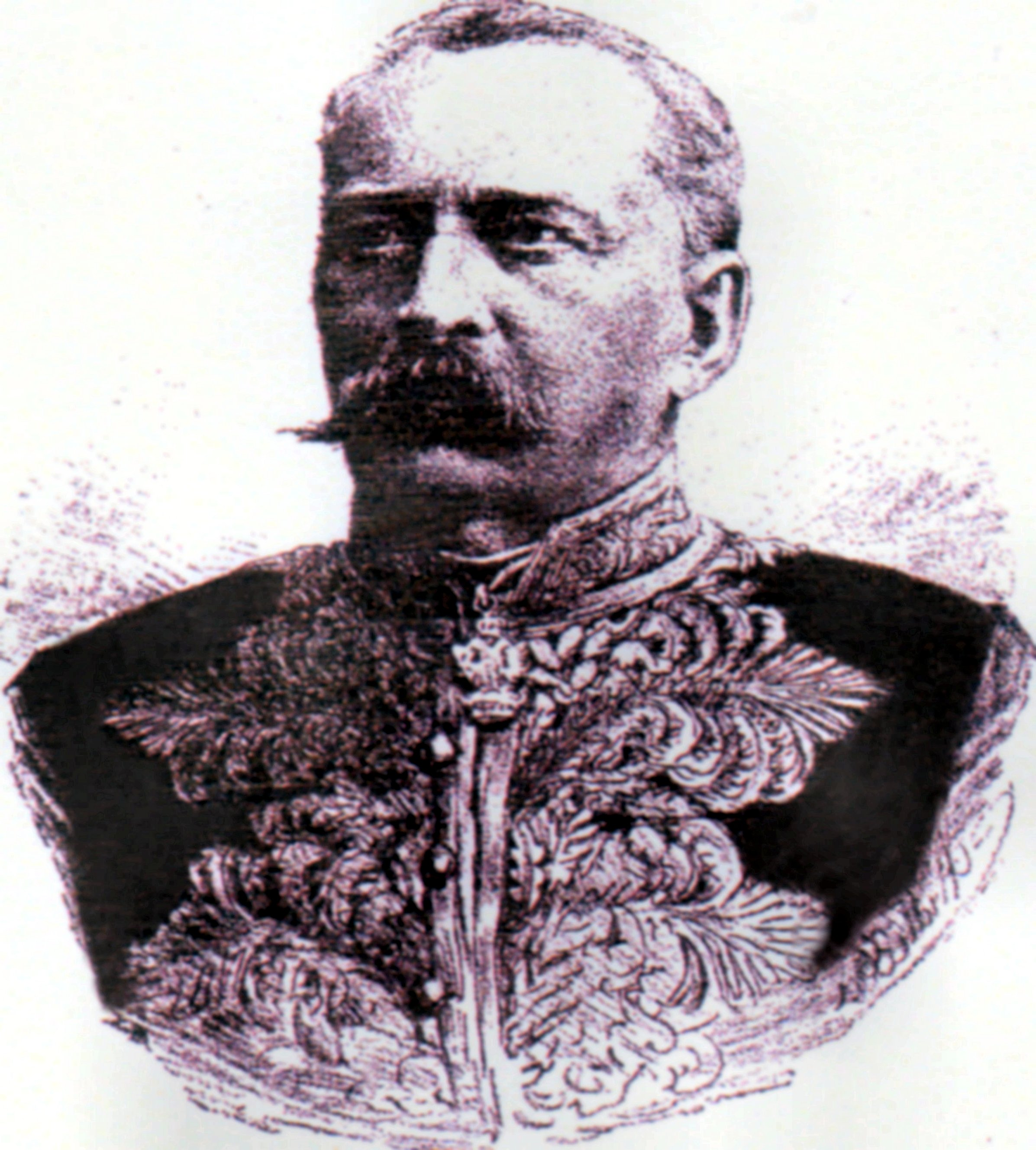
Alexander Wassilko von Serecki
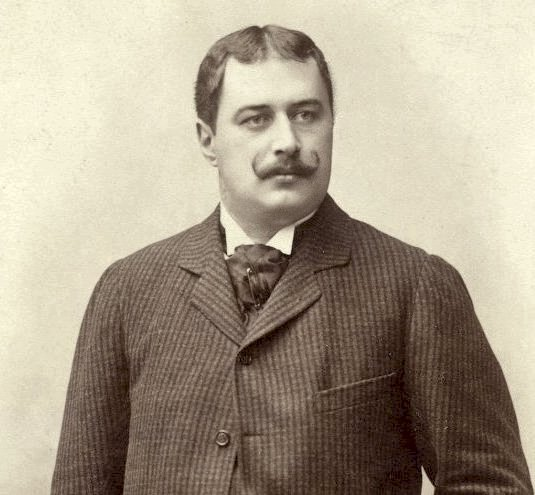
Georg Wassilko von Serecki
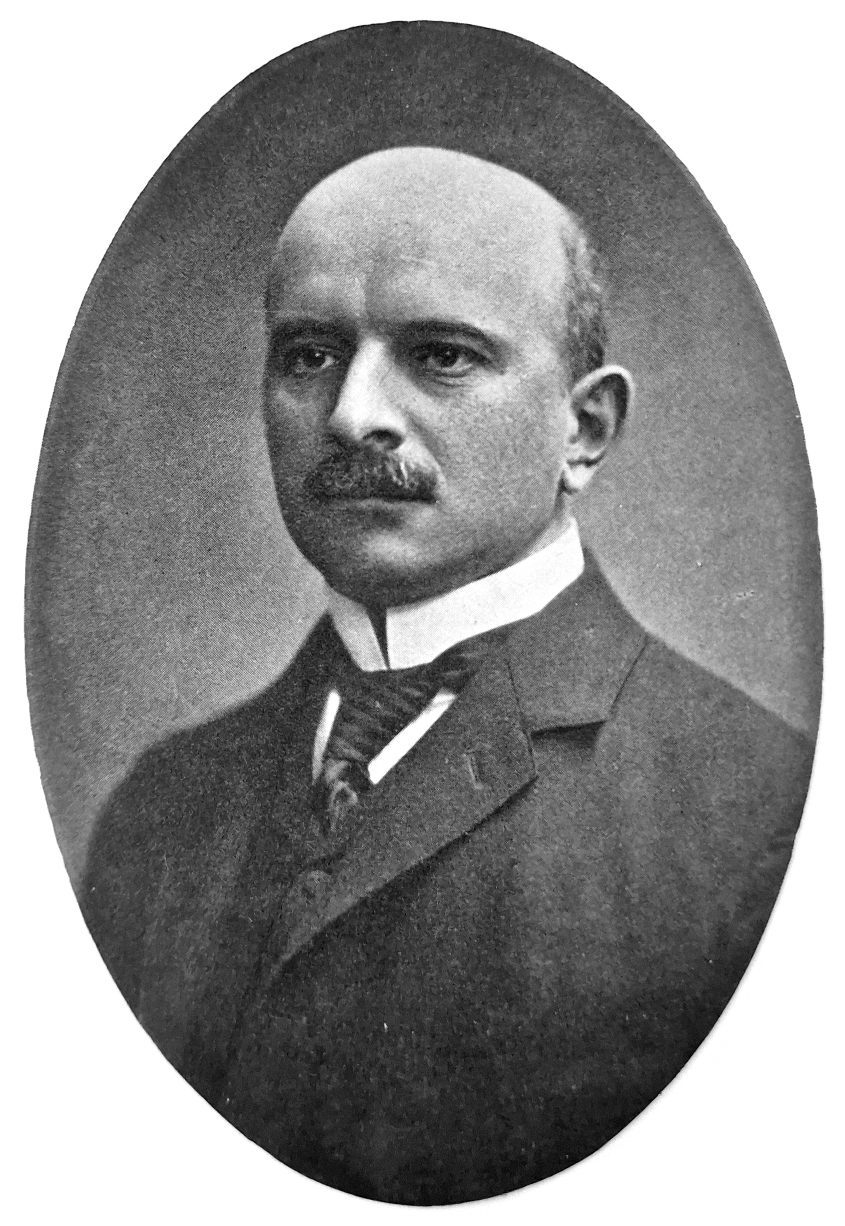
Alexander von Hormuzaki